# Coupe d'Europe des clubs champions de basket-ball 1985-1986
Navigation
Édition précédente Édition suivante
La Coupe d'Europe des clubs champions de basket-ball 1985-1986 est la 29e édition de la Coupe d'Europe des clubs champions de basket-ball masculine, compétition qui rassemble les meilleurs clubs de basket-ball du continent européen,.

## Format de compétition
- 25 équipes (uniquement les champions des ligues nationales européennes), évoluant selon un système de tournoi, disputent des tours préliminaires à domicile et à l'extérieur. Le score cumulé des deux matchs détermine le vainqueur.
- Les six équipes restantes après les phases éliminatoires accèdent à une phase de groupe. Le classement final est basé sur les victoires et les défaites. En cas d'égalité entre deux équipes ou plus après la phase de groupes, les critères suivants sont utilisés pour déterminer le classement final : 1) nombre de victoires en confrontation directe entre les équipes ; 2) différence de points entre les équipes ; 3) différence de points au sein du groupe.
- Les deux premiers de cette phase de groupe s'affrontent en finale, en une manche, sur terrain neutre.

## Tour préliminaire
Le tour se déroule les 19 et 26 septembre 1985.
| Équipe 1        | Score   | Équipe 2       | Aller | Retour |
| --------------- | ------- | -------------- | ----- | ------ |
| Partizan Tirana | 162-175 | Aris Salonique | 81–80 | 81–95  |

## 1ertour
Le premier tour se déroule les 3 et 10 octobre 1985.
| Équipe 1            | Score   | Équipe 2          | Aller  | Retour  |
| ------------------- | ------- | ----------------- | ------ | ------- |
| Neptune BK          | 178-182 | BK Klosterneuburg | 84-99  | 94-83   |
| Galatasaray         | 203-231 | Cibona Zagreb     | 97-110 | 106-121 |
| Budapest Honvéd     | 151-162 | Fribourg          | 84-80  | 67-82   |
| Real Madrid         | 151-137 | Murray Edinburgh  | 75-65  | 76-72   |
| Solna IF            | 182-201 | Nashua Den Bosch  | 95-93  | 87-108  |
| Kingston Londres    | 185-232 | Maccabi Tel Aviv  | 93-112 | 92-120  |
| AEL Limassol        | 113-202 | Cherno More Varna | 49-121 | 64-81   |
| Inter Slovnaft      | 167-229 | Žalgiris Kaunas   | 97-123 | 70-106  |
| NMKY Helsinki       | 183-166 | Zagłębie Lubin    | 91-81  | 92-85   |
| Simac Milan         | 233-122 | T71 Dudelange     | 116-48 | 117-74  |
| Bayer 04 Leverkusen | 148-182 | Aris Salonique    | 76-93  | 72-89   |
| Limoges             | 177-171 | Sunair Ostende    | 87-78  | 90-93   |

## 2etour
Le deuxième tour se déroule les 31 octobre et 7 novembre 1985.
| Équipe 1          | Score   | Équipe 2         | Aller  | Retour |
| ----------------- | ------- | ---------------- | ------ | ------ |
| BK Klosterneuburg | 153-183 | Cibona Zagreb    | 83-98  | 70-85  |
| Fribourg          | 149-173 | Real Madrid      | 68-84  | 81-89  |
| Nashua Den Bosch  | 181-216 | Maccabi Tel Aviv | 95-113 | 86-103 |
| Cherno More Varna | 152-222 | Žalgiris Kaunas  | 87-125 | 65-97  |
| NMKY Helsinki     | 182-207 | Simac Milan      | 92-106 | 90-101 |
| Aris Salonique    | 176-186 | Limoges          | 89-81  | 87-105 |

## Phase de groupe
Ce tour se dispute du 5 décembre 1985 au 13 mars 1986.
| Rang | Équipe           | Pts | J  | G | P | Pp  | Pc   | Diff |  | Résultats (dom.\ext.) |         |         |        |        |        |         |
| ---- | ---------------- | --- | -- | - | - | --- | ---- | ---- |  | --------------------- | ------- | ------- | ------ | ------ | ------ | ------- |
| 1    | Cibona Zagreb    | 24  | 10 | 7 | 3 | 977 | 933  | 44   |  | Cibona Zagreb         |         | 99-90   | 111-95 | 88-81  | 90-86  | 116-106 |
| 2    | Žalgiris Kaunas  | 24  | 10 | 7 | 3 | 931 | 915  | 16   |  | Žalgiris Kaunas       | 91-94   |         | 80-79  | 95-87  | 86-88  | 112-100 |
| 3    | Simac Milan      | 22  | 10 | 6 | 4 | 881 | 837  | 44   |  | Simac Milan           | 90-66   | 95-66   |        | 86-78  | 82-70  | 83-77   |
| 4    | Real Madrid      | 20  | 10 | 5 | 5 | 944 | 906  | 38   |  | Real Madrid           | 91-108  | 95-98   | 106-89 |        | 111-86 | 101-84  |
| 5    | Maccabi Tel Aviv | 18  | 10 | 4 | 6 | 907 | 946  | -39  |  | Maccabi Tel Aviv      | 105-102 | 77-94   | 102-95 | 93-102 |        | 115-96  |
| 6    | Limoges          | 16  | 10 | 1 | 9 | 910 | 1013 | -103 |  | Limoges               | 95-106  | 104-116 | 81-87  | 79-92  | 88-85  |         |

## Finale
| 3 avril 1986 19h00 GMT |                                                           | Cibona Zagreb            | 94–82                                                          | Žalgiris Kaunas |  | Budapest Sportcsarnok, Budapest Affluence : 12 500 Arbitres : Kóstas Rígas, Vittorio Fiorito |
| 3 avril 1986 19h00 GMT | Score par mi-temps : 47-39, 47-43                         |                          |                                                                |                 |  | Budapest Sportcsarnok, Budapest Affluence : 12 500 Arbitres : Kóstas Rígas, Vittorio Fiorito |
| 3 avril 1986 19h00 GMT | Danko Cvjetičanin, 24 Mihovil Nakić, 6 Dražen Petrović, 5 | Points Rebonds Passes d. | Arvydas Sabonis, 27 Arvydas Sabonis, 14 Valdemaras Chomičius 3 |                 |  | Budapest Sportcsarnok, Budapest Affluence : 12 500 Arbitres : Kóstas Rígas, Vittorio Fiorito |

## Équipe victorieuse
Joueurs : 
- No 4 Mihovil Nakić ( Yougoslavie)
- No 5 Aleksandar Petrović ( Yougoslavie)
- No 6 Adnan Bečić ( Yougoslavie)
- No 7 Zoran Čutura ( Yougoslavie)
- No 8 Damir Pavličević ( Yougoslavie)
- No 9 Ivan Šoštarec ( Yougoslavie)
- No 10 Dražen Petrović ( Yougoslavie)
- No 11 Danko Cvjetičanin ( Yougoslavie)
- No 12 Branko Vukićević ( Yougoslavie)
- No 13 Sven Ušić ( Yougoslavie)
- No 14 Dražen Anzulović ( Yougoslavie)
- No 15 Franjo Arapović ( Yougoslavie)
- Ivo Nakić ( Yougoslavie)
- Nebojša Razić ( Yougoslavie)

Entraîneur :  Željko Pavličević ( Yougoslavie)